# CECIM
Centro de Educación y Capacitación Integral Hna. Maura Clarke (CECIM) är ett utbildningscenter i Ciudad Sandino, Nicaragua. CECIM är en förkortning, som på svenska betyder ungefär Centret för utbildning och träning till syster Maura Clarkes ära.
Centret arbetar med att på olika sätt utbilda befolkningen, både barn och vuxna. I Nicaragua är läskunnigheten väldigt låg, och alfabetiseringen är ett av CECIM:s viktigaste projekt.
På CECIM hålls även lektioner i bland annat dans, sömnad, bakning, och - tack vare en pengainsamling på Angeredsgymnasiet i Göteborg- även teater.
CECIM samarbetade i många år med Kortedala gymnasium i Göteborg, men sedan det slogs ihop med Angeredsgymnasiet sker utbytesprojekten istället mellan Angeredsgymnasiet och CECIM. Ungefär vartannat år åker elever från Angeredsgymnasiet till Nicaragua för att under några veckor delta i lektioner på CECIM, och lika ofta reser elever från Nicaragua till Sverige för att besöka Angeredsgymnasiet. Under projekten bor eleverna från Nicaragua hemma hos elever i Sverige och tvärtom.
CECIM har i samarbete med Angeredsgymnasiet startat fadderskap vilket gör att eleverna i Nicaragua kan gå i skolan.